# Loch Sloy
Loch Sloy ist ein See in der schottischen Council Area Argyll and Bute. Er liegt in der dünn besiedelten Region nördlich der Halbinsel Cowal im Norden des Gebirgszugs Arrochar Alps. Loch Sloy ist von den Bergen Beinn Dubh, Ben Vane und Ben Vorlich umgeben. Den See speisen verschiedene Bäche aus den umliegenden Bergen. In der Umgebung von Loch Sloy sind keine nennenswerten Ortschaften zu finden. Die nächstgelegene größere Ortschaft ist das sieben Kilometer südöstlich gelegene Tarbet.

## Stausee
Im ersten Plan zur Nutzung der Wasserkraft in Schottland war die Aufstauung von Loch Sloy vorgesehen. Die in den 1940er Jahren entstandene Staumauer war zum Bauzeitpunkt mit einer Länge von 366 m die längste ihrer Art in Schottland. Bei der Errichtung des 46 m hohen Bauwerks wurde teilweise auf deutsche Kriegsgefangene des Zweiten Weltkriegs zurückgegriffen. Das Aufstauen verursachte eine Verdopplung der Seelänge, wobei dieser rund 50 m an Tiefe gewann. Das Regeneinzugsgebiet vervierfachte sich durch diese Maßnahme. Mit der Sloy Power Station am drei Kilometer südöstlich gelegenen Ufer von Loch Lomond wurde das zugehörige Kraftwerk errichtet. Von der Staumauer aus wurden mehrere zwei Meter durchmessende Druckleitungen durch den Ben Vorlich bis zum Kraftwerk getrieben. Mit dem Inveruglas Water fließt auch ein natürlicher Fluss aus Loch Sloy ab, der nach drei Kilometern in den Loch Lomond mündet.